# Ozar (Maharashtra)
Ozar es una ciudad censal situada en el distrito de Nashik en el estado de Maharashtra (India). Su población es de 51297 habitantes (2011). Se encuentra a 5 km de Nashik.

## Demografía
Según el censo de 2011 la población de Ozar era de 51297 habitantes, de los cuales 26671 eran hombres y 24626 eran mujeres. Ozar tiene una tasa media de alfabetización del 89,97%, superior a la media estatal del 82,34%: la alfabetización masculina es del 93,77%, y la alfabetización femenina del 85,87%.